# شون فونتينو
شون فونتينو (بالإنجليزية: Shawn Fonteno) مو 8 أبريل 1968
في لوس أنجلوس، كاليفورنيا، هو ممثل أمريكي بدأ مسيرته الفنية سنة 2000.

## الأعمال

### ألعاب فيديو
- جراند ثفت أوتو: سان أندرياس (2004)
- جراند ثفت أوتو V (2013) (بدور: فرانكلين كلينتون)

## روابط خارجية
- شون فونتينو على موقع IMDb (الإنجليزية)
- شون فونتينو على موقع أول موفي (الإنجليزية)
- شون فونتينو على موقع ديسكوغز (الإنجليزية)
- شون فونتينو على موقع قاعدة بيانات الفيلم (الإنجليزية)
- شون فونتينو على موقع كينوبويسك (الروسية)